# Янковский, Георгий Викторович
Гео́ргий Ви́кторович Янко́вский (1890—1943) — русский лётчик, командир воздушного корабля «Илья Муромец-3», участник Белого движения на Юге России.

## Биография

М. Г. Лерхе, Г. В. Янковский и Ф. Э. Моска у моноплана «ЛЯМ»

Окончил Суворовский кадетский корпус (1907) и частную школу пилотов «Авиата» в Варшаве (1911).
Работал летчиком-испытателем у И. И. Сикорского на Русско-Балтийском заводе в Санкт-Петербурге. В 1912 году, вместе с летчиком М. Г. Лерхе и итальянским конструктором Ф. Э. Моска, разработал моноплан «ЛЯМ», на котором установил всероссийский рекорд высоты. Современная пресса отмечала, «что этот русский рекорд высоты поставлен русским пилотом, на русском аппарате ЛЯМ, построенном в России и из русских материалов». Весной 1913 года на моноплане С-11 выиграл второй приз на соревновании в Петербурге, в 1914 году выполнил «мертвую петлю» на самолёте С-12.
С началом Первой мировой войны поступил охотником в 16-й корпусный авиационный отряд на правах вольноопределяющегося, летал вместе с Максом Лерхе на самолёте С-12А. За боевые отличия был награждён Георгиевскими крестами 4-й и 3-й степени. 18 октября 1914 года был произведен в прапорщики инженерных войск «за отличия в делах против неприятеля» главнокомандующим армиями Юго-Западного фронта (производство утверждено Высочайшим приказом от 26 апреля 1915 года). Произведен в подпоручики командующим 9-й армией (производство утверждено Высочайшим приказом от 26 декабря 1915 года). Затем перешел в Эскадру воздушных кораблей, был командиром корабля «Илья Муромец-3». Произведен в поручики 29 марта 1917 года, в штабс-капитаны — 6 августа того же года.
В Гражданскую войну участвовал в Белом движении в составе Донской армии и Вооруженных сил Юга России. В 1919 году — летчик 3-го самолётного отряда, затем в 6-м авиационном отряде. Эвакуировался из Феодосии 5 апреля 1920 года на корабле «Константин».
В эмиграции в Югославии, был летчиком в Королевских ВВС. В годы Второй мировой войны служил в 5-й бомбардировочной группе Хорватского авиационного добровольческого легиона, затем в Русском корпусе. Погиб в 1943 году в Сараеве.

## Награды
- Георгиевский крест 4-й ст. (№ 9726)
- Георгиевский крест 3-й ст. (№ 5018)
- Орден Святой Анны 4-й ст. с надписью «за храбрость» (ВП 11.09.1915)
- Орден Святого Владимира 4-й ст. с мечами и бантом (ВП 1.10.1915)
- Орден Святой Анны 3-й ст. с мечами и бантом (ВП 5.05.1916)
- Орден Святого Станислава 3-й ст. с мечами и бантом (ВП 17.07.1916)
- старшинство в чине поручика с 19 марта 1916 года (ПАФ 5.08.1917)